# Zdenko Hans Skraup
Zdenko Hans Skraup, češko-avstrijski kemik, 3. marec 1850, Praga, † 10. september 1910, Dunaj.

## Življenje
Skraup je bil rojen v Pragi, kjer je med letoma 1860 in 1866 obiskoval Oberrealschule in kasneje, med letoma 1866 in 1871 še Tehniško univerzo. Po tem je bil za eno leto asistent pri profesorju Heinrichu Ludwigu Buffu, kasneje pa je delal sprva v tovarni porcelana in nato še v kovačnici.
Leta 1873 je postal asistent pri kemiku Friedrichu Rochlederju, kljub temu, da mu je bilo odobreno napredovanje v stari službi. Naslednje leto pa je Rochleder umrl, a je Skraup ostal z njegovima naslednikoma, to pa sta bila Franz Schneider in Adolf Lieben.
Svoj doktorat je prejel leta 1875 na Univerzi v Gießnu. Svojo habilitacijo je leta 1879 končal na Univerzi na Dunaju, ampak ker je bila njegova diploma nemška, je moral počakati do leta 1881, da je lahko postal profesor.
Leta 1886 se je preselil na Univerzo v Gradcu in se leta 1906 vrnil na Univerzo na Dunaju, kjer je nasledil Adolfa Liebna.

## Delo
Skraup se je ukvarjal predvsem s kemijo naravnih proizvodov in tu je postavil temeljne prispevke. Specializiran je bil predvsem na alkaloide s kininsko skupino. Na tem področju mu je uspelo pojasniti strukturo kinina in psevdoefedrina. Leta 1880 je s segrevanjem zmesi anilina, glicerola in žveplene kisline v prisotnosti nitrobenzena dobil kinolin. Ta sinteza se je kasneje poimenovala po njem.
Znano je tudi njegovo raziskovalno delo o izomerih izonikotinske kisline. Raziskoval je tudi ogljikove hidrate in proteina. Leta 1901 je odkril celobiozo.
Za svoje delo je leta 1886 prejel Liebnovo nagrado.